# Emianestesia
Per emianestesia si intende una perdita della sensibilità che riguarda unicamente una parte del corpo: si differenzia dall'emiparesi in quanto quest'ultima è un'alterazione della motricità.
La causa è neurologica. Spesso si registrano altre anomalie che accompagnano l'emianestesia, come l'assenza totale dei riflessi e il segno di Babinski.